# Within a Song
Within a Song è un album in studio del musicista jazz statunitense John Abercrombie, pubblicato nel 2012 a nome John Abercrombie Quartet. 

## Tracce
1. Where Are You? (Harold Adamson, Jimmy McHugh) – 5:54
2. Easy Reader (Abercrombie) – 6:37
3. Within a Song/Without a Song (Abercrombie/Billy Rose, Edward Eliscu, Vincent Youmans) – 7:55
4. Flamenco Sketches (Miles Davis) – 6:34
5. Nick of Time (Abercrombie) – 5:57
6. Blues Connotation (Ornette Coleman) – 6:11
7. Wise One (John Coltrane) – 9:12
8. Interplay (Bill Evans) – 6:26
9. Sometime Ago (Sergio Mihanovich) – 6:25

## Formazione
- John Abercrombie – chitarra
- Joe Lovano – sassofono tenore
- Drew Gress – contrabbasso
- Joey Baron – batteria